# Yingtan
 Yingtan  (鹰潭; pinyin:  Yīngtán) er en lille by på præfekturniveau i den østlige del af provinsen Jiangxi i Kina. Præfekturet har et areal på 3,554 km²
og en befolkning på 1.140.000 mennesker (2007). Den er et vigtigt jernbaneknudepunkt. Nær byen ligger rekreationsområdet Lónghǔ Shān 龙虎山 som af mange regnes som stedet hvor daoismen (道教) opstod.
Området har mange interessante templer, huler, bjerge og landsbyer.

## Administrative enheder
Yingtan består af et bydistrikt, et byamt og et amt:
- Bydistriktet Yuehu – 月湖区 Yuèhú Qū ;
- Byamtet Guixi – 贵溪市 Guìxī Shì ;
- Amtet Yujiang – 余江县 Yújiāng Xiàn.

## Trafik
Kinas rigsvej 206, som går gennem området, løber fra kystbyen Yantai til kystbyen Shantou i provinsen Guangdong. Den passerer gennem provinserne Shandong, Jiangsu, Anhui, Jiangxi og til slut Guangdong.
Kinas rigsvej 320 går også gennem området. Den begynder i Shanghai og løber mod sydvest til grænsen mellem provinsen Yunnan og Burma. Undervejs passerer den blandt andet Hangzhou, Nanchang, Guiyang, Kunming og Dali.
28°14′N 117°00′Ø / 28.233°N 117.000°Ø